# Altbau

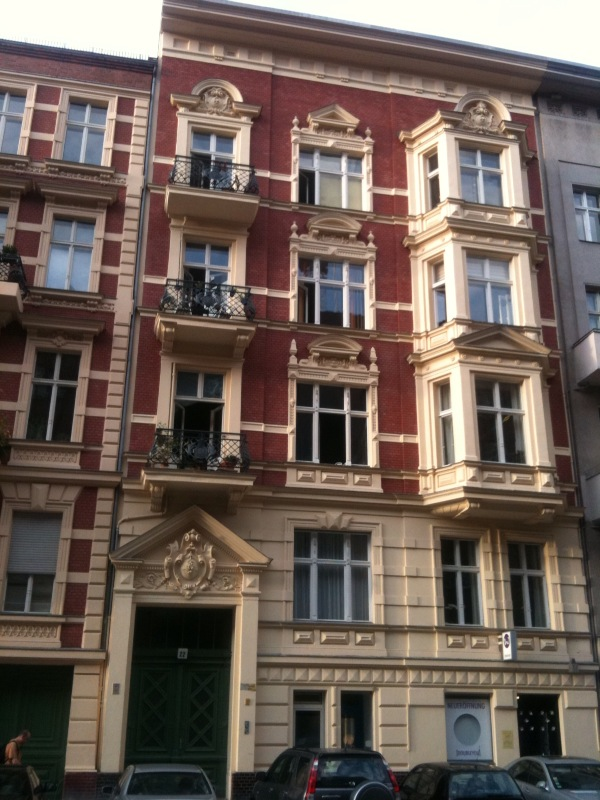
Ein sanierter Altbau im Berliner Bezirk Tempelhof-Schöneberg

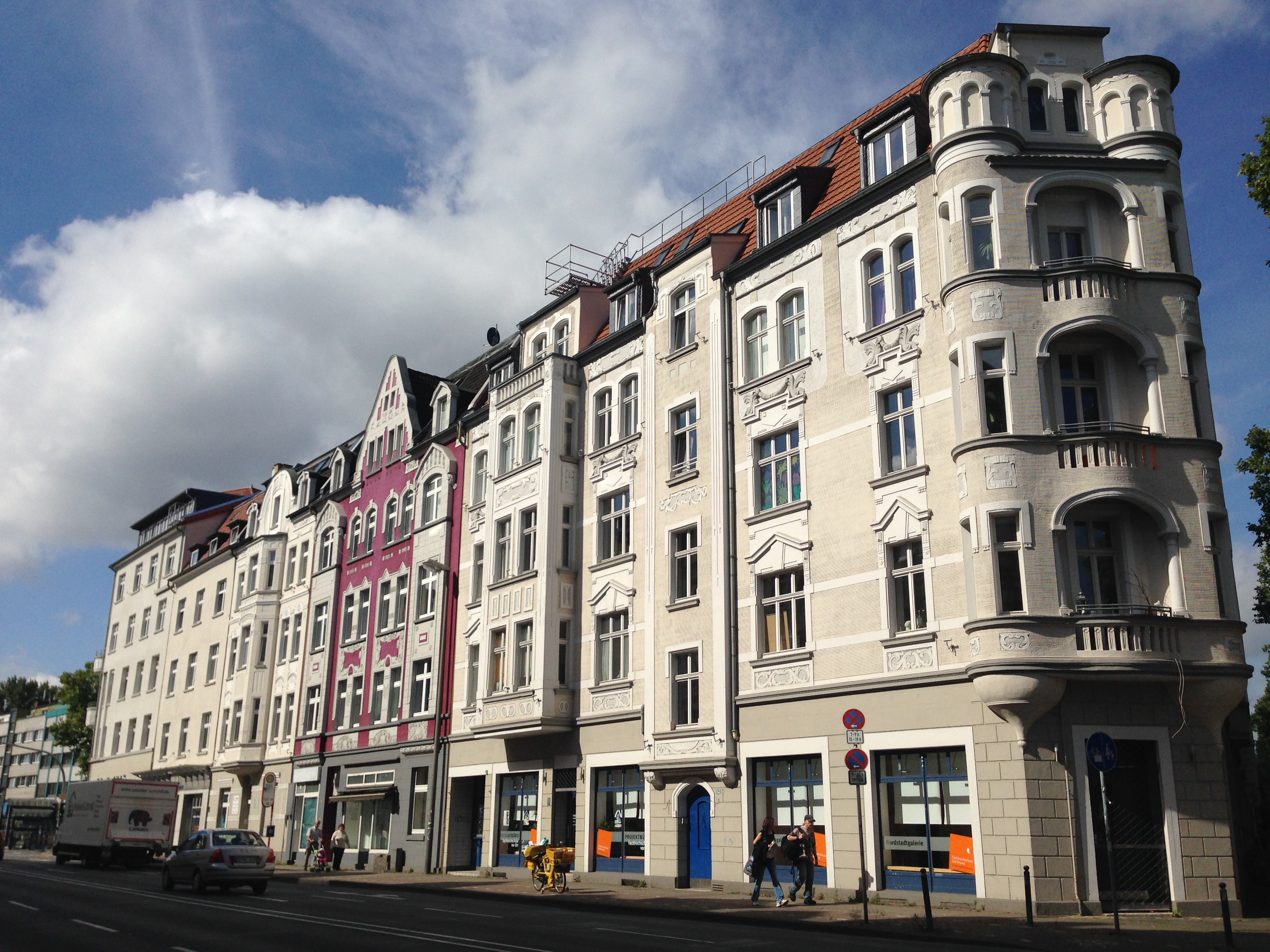
Altbauten (Jugendstil) in geschlossener Bauweise bzw. im Blockrand (Dortmund)

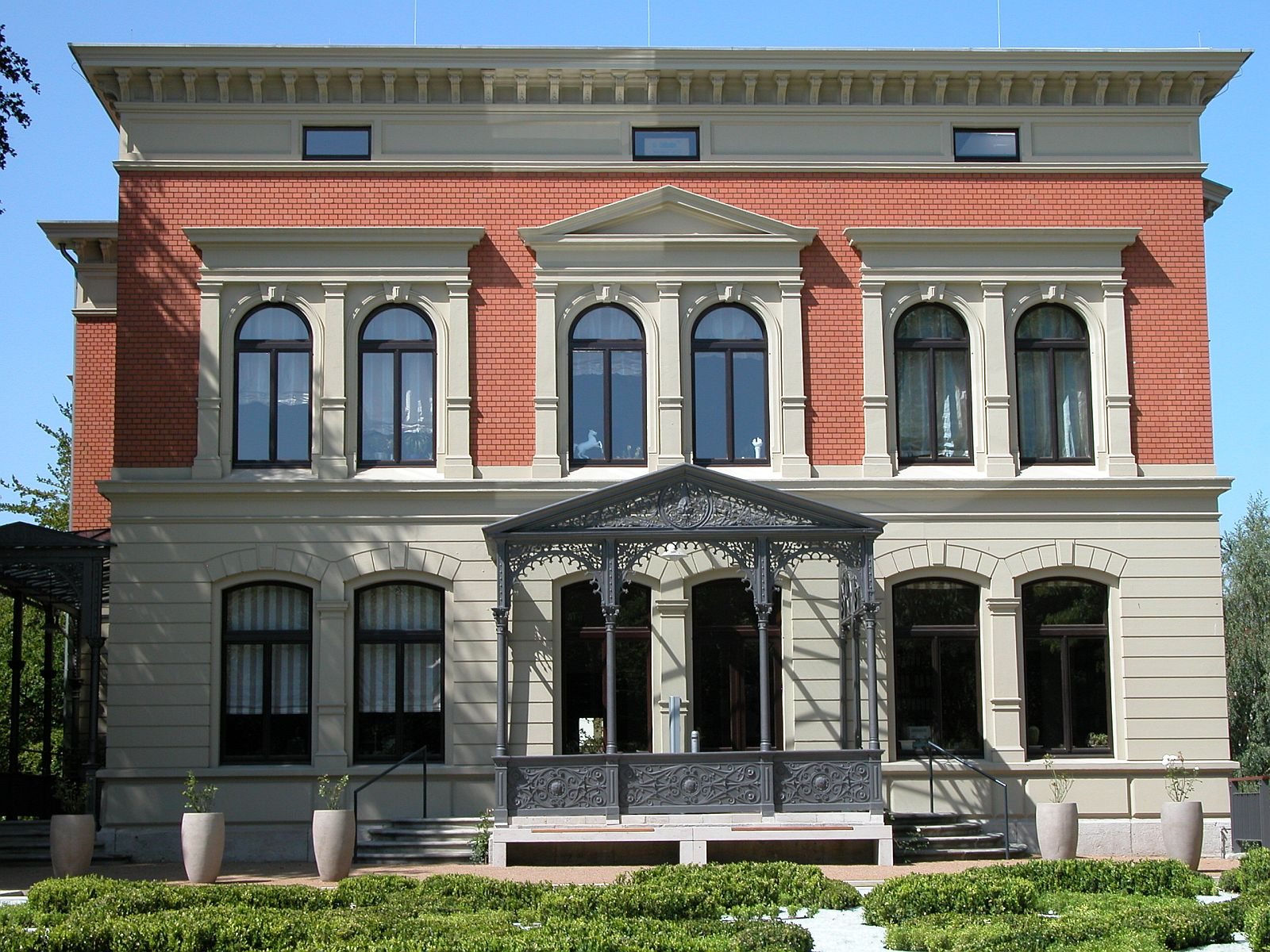
Gerloffsche Villa in Braunschweig, ein Altbau im Stil der Neorenaissance von 1889

Als Altbau wird ein Wohngebäude überwiegend aufgrund seiner Beschaffenheit und der während bestimmter Zeitperioden üblichen Bauweise bezeichnet. Hiermit ist im Wesentlichen die bis zum Zweiten Weltkrieg übliche Bauweise im Wohnungsbau gemeint, bei der typischerweise Mauerwerkswände, Holzbalkendecken und Kastenfenster verwendet wurden. Der Beginn der Bauausführung von Betonwänden und -decken sowie Verbund- und Isolierglasfenstern markiert deshalb allgemein das Ende der Altbauära.
Der Begriff steht im Gegensatz zum Begriff des Neubaues. Mischbauformen werden gelegentlich als Altneubauten bezeichnet. Es gibt auch neue Gebäude, die vollständig in der soliden Bauweise im Stile von Altbauten errichtet werden, was sich häufig auch durch entsprechend klassische Architektur äußert.
Mittlerweile sind jedoch auch die meisten Altbauten saniert und daher mit Zentralheizung, Isolierglasfenstern und Bädern innerhalb der Wohnung ausgestattet. Daher assoziiert man mit dem Begriff Altbau auf dem Wohnungsmarkt oftmals die für Bauten aus der industriellen Revolution und Gründerzeit typischen Wohnelemente wie großzügige Raumhöhen und Fenstergrößen, Ornamentik, Stuck sowie Parkett- bzw. Dielenböden. Doch auch deutlich ältere Gebäude werden als Altbau bezeichnet. Stilistisch können mit dem Begriff also Bauten von der Gotik über den Barock bis zum Historismus und teils Expressionismus abgedeckt werden. Viele dieser Bauten sind geschützte Baudenkmale.
Für die Verwendung des Begriffs Altbau für ein zu einem bestimmten Zeitpunkt bereits vorhandenes Bauwerk im Unterschied zu einem neu zu errichtenden Neubau siehe Bestand (Bauwesen).

## Deutschland
Das Ende der Altbauära wird in Deutschland meist auf das Jahr 1949 datiert. In dieser Weise wird der Begriff zum Beispiel auch im Berliner Mietspiegel definiert und verwendet.

## Österreich
In Österreich bezieht sich der Begriff Altbau häufig auf die Vollanwendbarkeit des Mietrechtsgesetzes. Darunter fallen, stark vereinfacht, Miet- und Eigentumswohnungen, welche vor dem 30. Juni 1953 bzw. 8. Mai 1945 errichtet wurden.